# Бад Заулгау
Бад Заулгау (њем. Bad Saulgau) град је у њемачкој савезној држави Баден-Виртемберг. Једно је од 25 општинских средишта округа Зигмаринген. Према процјени из 2010. у граду је живјело 17.538 становника. Посједује регионалну шифру (AGS) 8437100, NUTS (DE149) и LOCODE код.

## Географски и демографски подаци
Бад Заулгау се налази у савезној држави Баден-Виртемберг у округу Зигмаринген. Град се налази на надморској висини од 587 метара. Површина општине износи 97,3 km². У самом граду је, према процјени из 2010. године, живјело 17.538 становника. Просјечна густина становништва износи 180 становника/km².

## Међународна сарадња
| Мјесто    | Држава    | Врста сарадње | Од    |
| --------- | --------- | ------------- | ----- |
| Химелберг | Аустрија  | партнерство   | 2006. |
| Шале      | Француска | партнерство   | 1981. |
| Извор     |           |               |       |